# 杨池村
杨池村位于广东省封开县罗董镇。香港建筑家誉其为“岭南第一村”。

## 概況
杨池村位于广东省肇庆市封开县罗董镇。坐北朝南，依山傍水村子东西南北各建有四个门楼，现有古房屋60多座，采用各式的硬山顶或悬山顶建筑模式，清一色砖木结构，整体建筑虽保留有典型的明清风格，却又继承了唐宋时期中原地区的建筑结构特征，也蕴含明显的岭南古建筑风貌。祠堂、书院、古巷、花厅、客房、仓储、磨房等中国古代民间生活必须的各种用房这里都可以找到，尤其是各种绘制精美的壁画、灰塑和木雕等古建筑装饰艺术，更令人叹为观止”。村民绝大部分姓叶。
　　

## 景点
- 老钱庄
- 四大奇泉:乳泉、盈泉、灵珠泉、两性泉。[2]

## 美食
有杏花鸡、莲都山羊、贺江河鲜，渔涝脉菜、香甜南瓜、山边野菜、龙潭莲藕，封开油栗。

## 名人
杨池村历史上一直以来都是“以文立村”、重教兴学、 人才辈出而闻名遐迩。叶氏先祖叶翰彪遗传下来的“勤耕苦读，齐家治国”祖训激励着叶氏子孙。村里的景公书室、锄经书室和晋公书室至今保存完好。杨池出了2名进士、9名贡生、27名秀才、12名监生、3名庠生、2名增生、1名拔贡、1名廪生、1名文林郎，在清同治十三年，村中就有六人分别任过州、府、县学正、教谕、训导等官员，1人任翰林院待诏，1人任太常寺博士，1人任知县，12人在国子监（当时全国最高学府）学习；民国时期出过2名封川县长，1名将军（后任加拿大大学历史系教授）。而今，很多村民乃善吟诗作对，相互唱和，文风如斯。杨池，便成了远近闻名的“历史文化村”。

## 交通
- 公交車：从广州至越秀南客运站，乘长途车至封开，每天8班直达，车票为87或112元，節假日会涨价。